# Église Saint-Martin du Vieux-Castel
Pour les articles homonymes, voir Église Saint-Martin.
L'église Saint-Martin est une église catholique située à Castels, en France.

## Localisation
L'église est située dans le département français de la Dordogne, au lieu-dit Vieux-Castel sur la commune de Castels.

## Historique
Au Moyen Âge, l'église dépend de la châtellenie de Bigaroque. Elle est unie au monastère de Saint-Cyprien en 1309. À cette époque, l'église est sous le vocable de Saint-Clair mais la paroisse est probablement déjà sous le patronage de Martin de Tours. L'église est placée sous la protection des seigneurs de Beynac aux XVe et XVIe siècles ce qui lui assure probablement une certaine protection contre les destructions des guerres de Religion. 
La paroisse est rattachée à Saint-Cyprien en 1809 et l'église érigée en chapelle en 1810. Malgré l'investissement des habitants elle est désaffectée après la construction en style néo-roman de l'église Notre-Dame plus accessible mais aujourd'hui ruinée. Faute d'entretien, l'église se dégrade puis est restaurée. Le cimetière qui l'entoure a été aménagé par la commune.
L'édifice est inscrit au titre des monuments historiques le 30 novembre 1965.